# Левицкий, Давид Иванович
Давид Иванович Левицкий (1912—1994) — старшина Рабоче-крестьянской Красной Армии, участник Великой Отечественной войны, Герой Советского Союза (1944).

## Биография
Давид Левицкий родился 20 января 1912 года в селе Матюшин (ныне — Белоцерковский район Киевской области Украины). После окончания семи классов школы он работал в колхозе. Позднее переехал в Магнитогорск, участвовал в стройке Магнитогорского металлургического комбината. В 1934—1936 годах проходил службу в Рабоче-крестьянской Красной Армии. В июне 1941 года Левицкий повторно был призван в армию. С июля того же года — на фронтах Великой Отечественной войны.
К марту 1944 года гвардии старший сержант Давид Левицкий был замковым 80-го гвардейского отдельного истребительно-противотанкового дивизиона 73-й гвардейской стрелковой дивизии 57-й армии 3-го Украинского фронта. Отличился во время освобождения Николаевской области Украинской ССР. 22 марта 1944 года во время боя за село Семёновка Арбузинского района Левицкий, оставшись один из всего расчёта, несмотря на полученное ранение, продолжал вести огонь, подбив семь немецких танков и бронетранспортёров. 26 марта 1944 года расчёт Левицкого переправился через Южный Буг в районе села Бугское Вознесенского района и принял активное участие в боях за захват и удержание плацдарма на его западном берегу.
Указом Президиума Верховного Совета СССР от 3 июня 1944 года гвардии старший сержант Давид Левицкий был удостоен высокого звания Героя Советского Союза с вручением ордена Ленина и медали «Золотая Звезда» за номером 2674.
Во время боёв на территории Венгрии старшина Давид Левицкий получил тяжёлое ранение и в 1945 году демобилизован по инвалидности. Проживал в Одессе, работал в Одесском морском порту. Скончался 16 декабря 1994 года.
Был также награждён орденом Отечественной войны 1-й степени и рядом медалей.